# Alexander Helwig Wyant

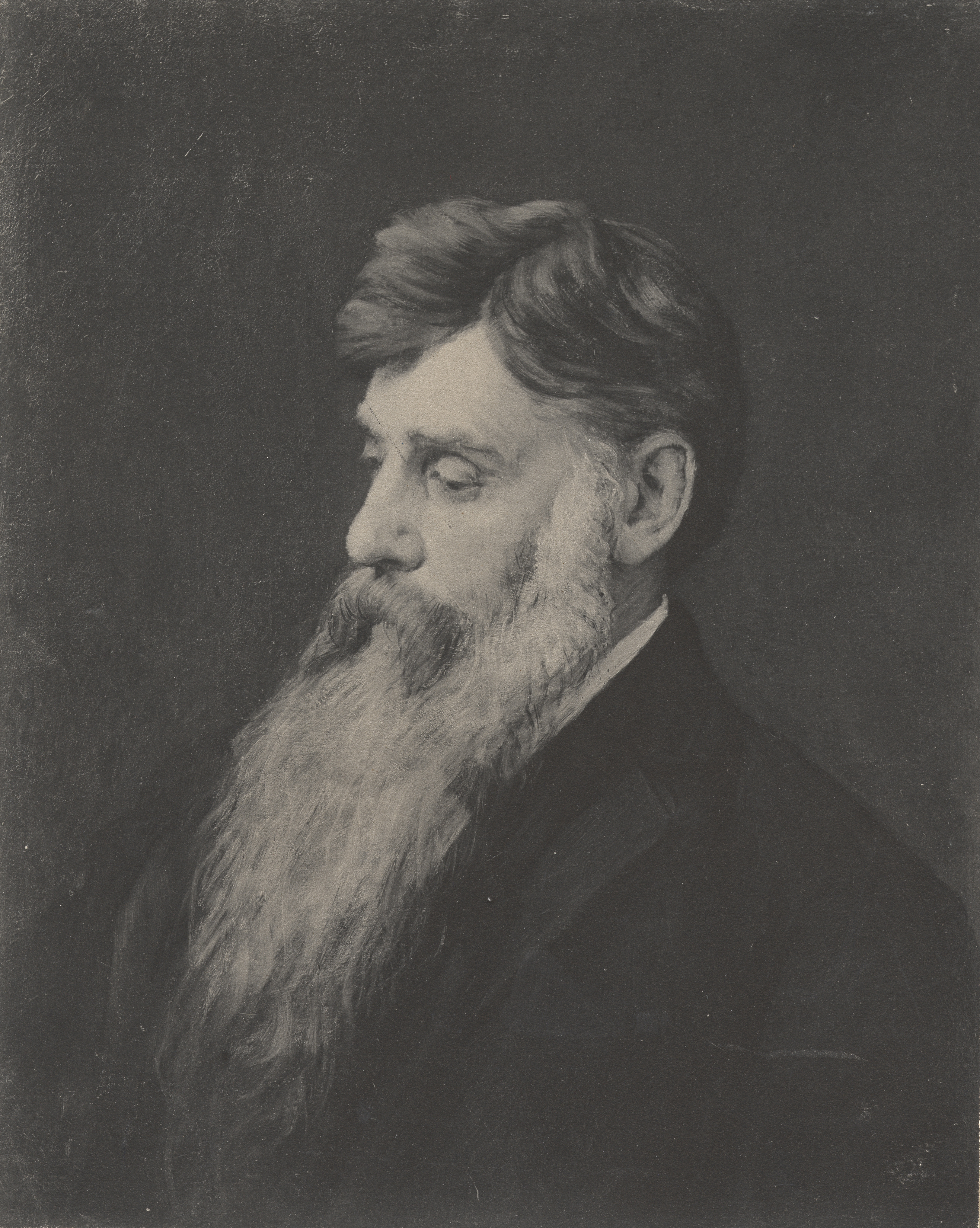
Alexander Helwig Wyant, 1882

Alexander Helwig Wyant (* 11. Januar 1836 in Port Washington, Ohio; † 29. November 1892 in New York) war ein US-amerikanischer Landschaftsmaler der Hudson River School, der Düsseldorfer Malerschule und des Tonalismus.

## Leben
Wyant wurde als Sohn eines Farmers und Zimmermanns geboren. Er wuchs in Defiance (Ohio) auf. In frühen Jahren arbeitete er als Schildermaler. Die Landschaftsmalerei begann er in Cincinnati, an den Ufern des Ohio River. Dabei lehnte er sich früh an den Stil des Landschaftsmalers George Inness an, dessen Malerei er 1857 auf einer Ausstellung in Cincinnati gesehen hatte. Bald verließ er Ohio, um Inness in New York zu treffen. Mit finanzieller Unterstützung des Winzers und Kunstmäzens Nicholas Longworth begann er 1860 dort ein Studium der Malerei. Noch im gleichen Jahr brach er zu einer ersten Europareise auf. In Paris sah er Werke von Jean-Baptiste Camille Corot und Jules Dupré. Auch Deutschland bereiste er. Nachdem er zwei Jahre wieder in Cincinnati gelebt hatte, ging er 1863 erneut nach New York. 1864 stellte er in der National Academy of Design, deren Mitglied er später wurde (associate 1868, academician 1869), zum ersten Mal öffentlich aus. 1865 startete er seine zweite Europareise. Ziele waren dabei Düsseldorf als „Ort der besten Kunstausbildung in der Welt“ und das Privatatelier des norwegischen Landschaftsmalers Hans Fredrik Gude, das er in Karlsruhe aufsuchte, als dieser als Nachfolger Johann Wilhelm Schirmers zum Professor für Landschaftsmalerei an die Großherzoglich Badische Kunstschule berufen worden war. Nach kurzen Aufenthalten in England, wo er Werke von John Constable und William Turner studierte, sowie in Wales und Irland reiste er nach New York zurück, wo er sich dauerhaft niederließ und ein Studio in der West 57th Street bezog.
1867 wurde er Mitglied der American Society of Water Colors. An Ausstellungen in New York, Brooklyn, Boston und Philadelphia nahm er teil. 1873 erlitt er infolge eines Schlaganfalls bei einer staatlichen Expedition nach Arizona und New Mexico eine Lähmung des rechten Arms, die ihn fortan zwang, den linken Arm zu nutzen. 1878 nahm er eine maßgebliche Rolle bei der Gründung der American Watercolor Society ein. 1880, nach seiner Heirat mit Arabella Locke, die einer seiner wenigen Schüler war, begann er, sich überwiegend in Keene Valley, New York, aufzuhalten. 1889 zog er nach Arkville, New York, einem kleinen Ort in den malerischen Catskill Mountains, wo er der Pakatakan Artists Colony angehörte. Von dort aus unternahm er Studienreisen, auch in die Adirondack Mountains. 1892 verstarb er in seinem Atelier in der Fourth Avenue in New York, kurz nachdem er sein letztes Bild, Arkville Autumn Landscape, fertiggestellt hatte.
Außer in der National Academy of Design war Wyant Mitglied der Century Association, einer 1829 gegründeten Künstlervereinigung mit Sitz in Manhattan. Ein Schüler von Wyant war Robert Ward Van Boskerck (1855–1932).

## Werk (Auswahl)

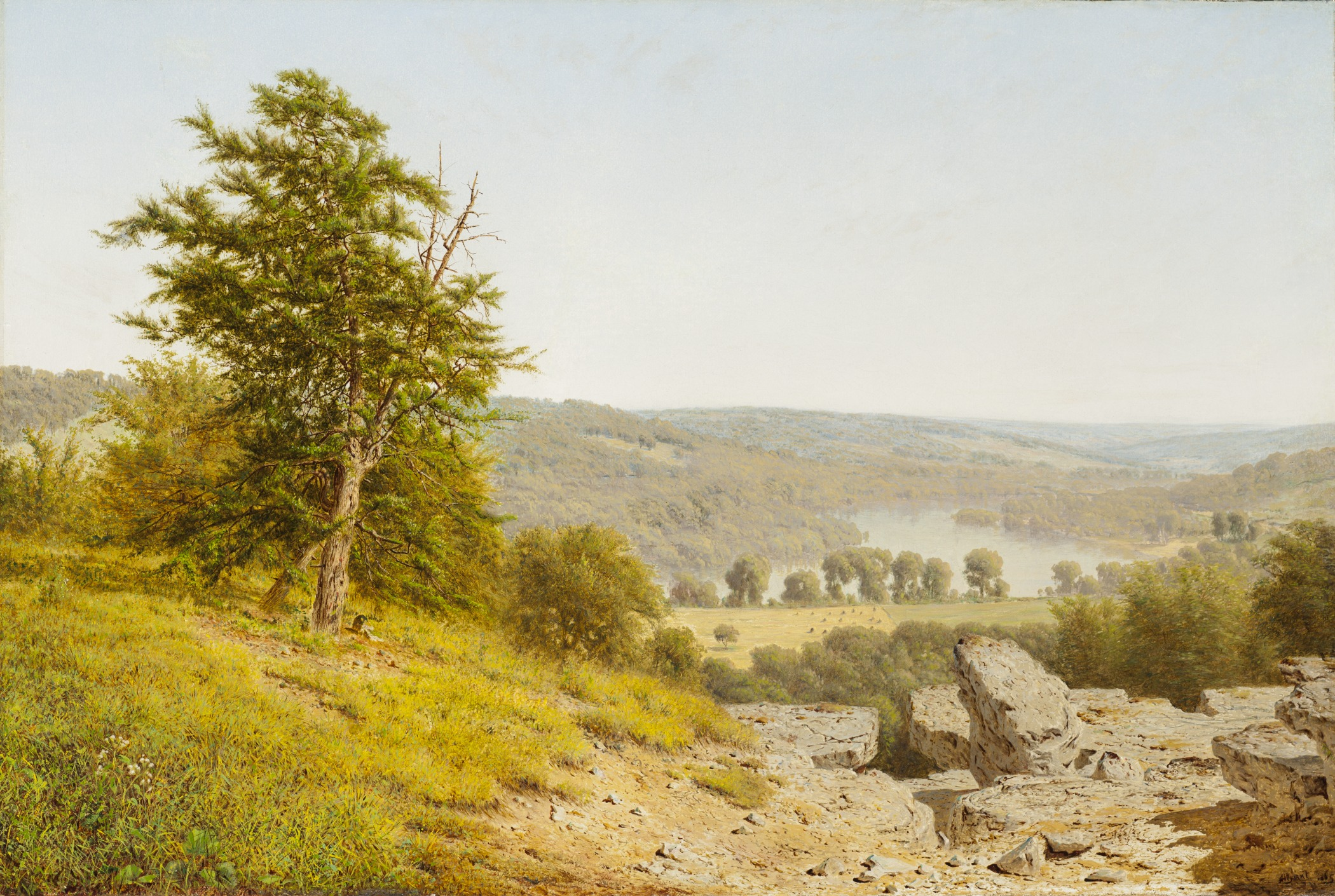
Landscape (Tal des Ohio River), 1865

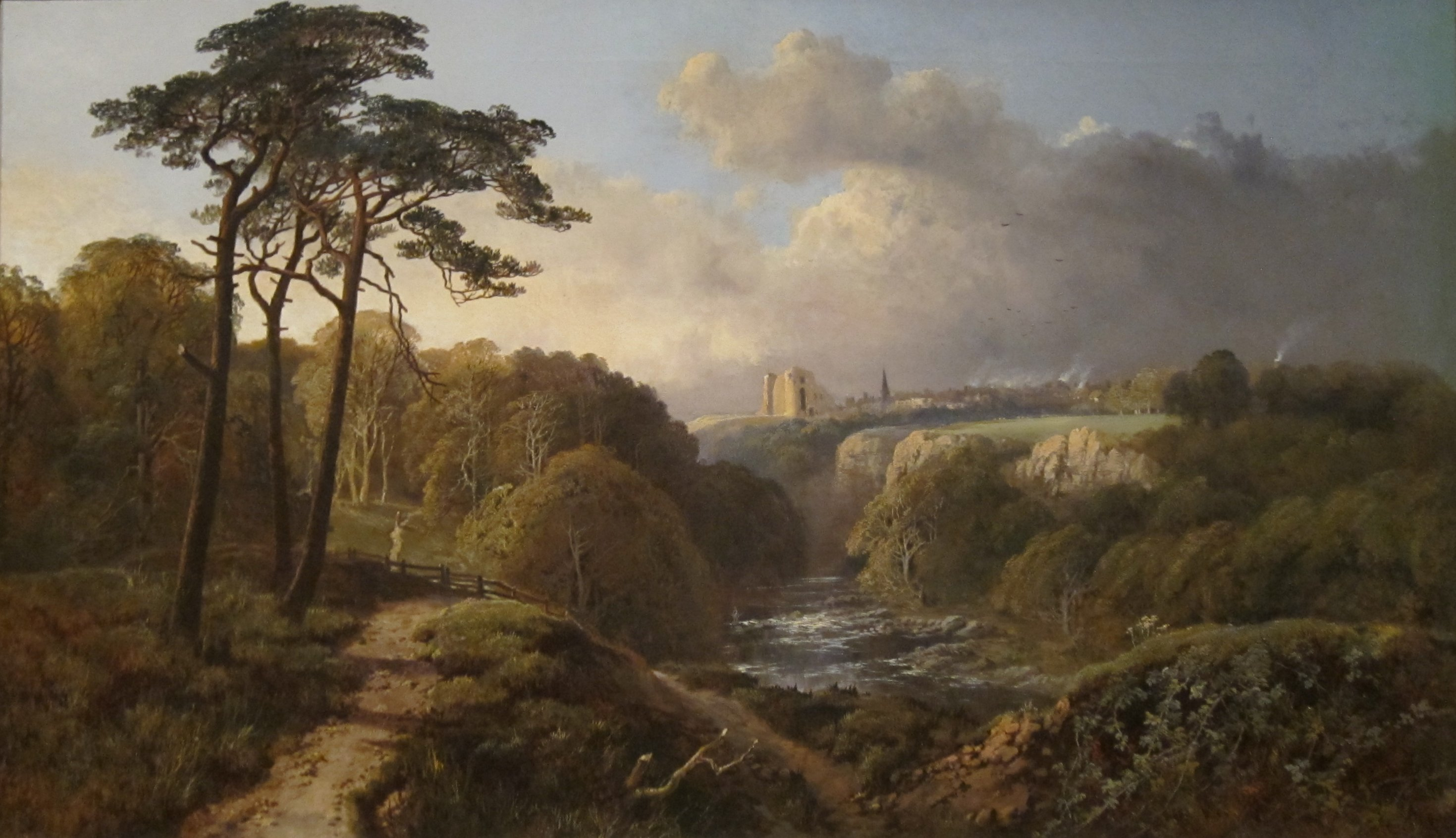
Derbyshire Landscape, 1871

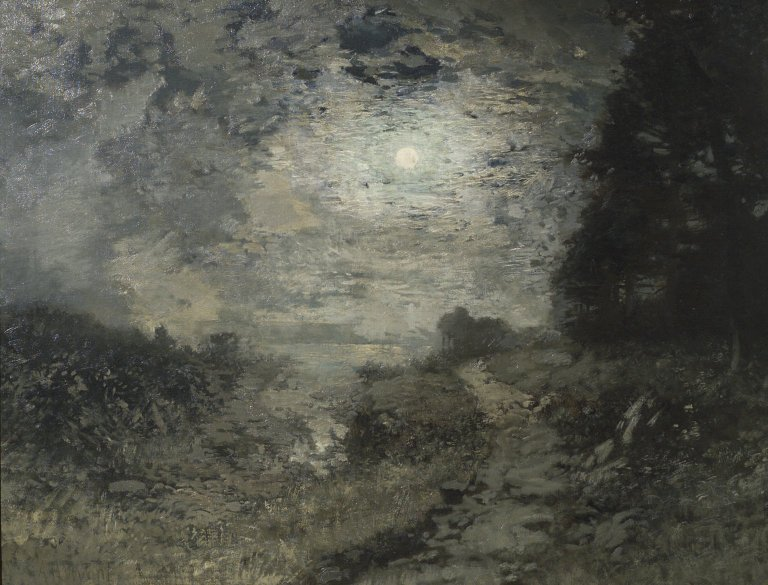
Moonlight and Frost, zwischen 1890 und 1892

Wyant gilt für seine atmosphärischen und poetischen Interpretationen als Landschaftsmaler in der Tradition der Hudson River School und der Düsseldorfer Malerschule. 1866, nach seiner zweiten Europareise, betonte Wyants Palette weiße, graue und erdfarbene Töne. Sein späteres Werk wird dem Tonalismus zugeordnet. Außer in Öl malte er in Aquarell. Auch zeichnete er mit Kohlestift.
- Split Rail Fence, zwischen 1860 und 1862
- Landscape (Tal des Ohio River), 1865, Los Angeles County Museum of Art
- Tennessee, 1866
- Near Conway, North Wales, 1868
- Partie am oberen Susquehanna, 1869
- Mountain Mist, 1869, Oxford Art Gallery, New York
- Das Vogelnest
- Ein unbeständiger Tag
- Ufer des Lake Complain
- Adirondack Lake, zwischen 1868 und 1870
- Wildnis in den Adirondacks
- Derbyshire Landscape, 1871 Dayton Art Institute
- Herbst, 1875, Flint Institute of Art, Flint, Michigan
- Mohawk Valley
- Any Man’s Land (Niemandsland), vor 1880, Los Angeles County Museum of Art
- Pastoral Landscape, um 1885
- Moonlight and Frost, zwischen 1890 und 1892, Brooklyn Museum, New York
- Arkville Autumn Landscape, 1892